# Hydroporus regularis
Hydroporus regularis är en skalbaggsart som beskrevs av Sharp 1882. Hydroporus regularis ingår i släktet Hydroporus och familjen dykare. Inga underarter finns listade i Catalogue of Life.